# Судурейрі
Судурейрі — невелике ісландське рибальське село на південному кінчику 13-кілометрового фіорду Сугандафіордур в регіоні-півострові Вестфірдір. Вперше згадане у Книзі про заселення Ісландії, що датується XI століттям. Національний склад — ісландці, конфесійний склад — лютерани.
Громада була ізольована протягом багатьох років величезними горами і нерівною дорогою, яка вела через них. Зараз вона з'єднана з найближчим поселенням — містом Ісафіордур 5-кілометровим тунелем.
У селі створені тури, щоб відвідувачі змогли випробувати традиційне ісландське життя на собі. Вони включають виходи на справжніх рибальських човнах або відвідування колишнього рибокомбінату в місті.
Зручності: геотермальний басейн, кемпінг, готель і ресторан.